# Today Is Your Day (chanson)
Singles de Shania Twain
Shoes
(2005) Endless Love
(2012)
Today Is Your Day est le premier single du cinquième album de l'auteur-compositeur-interprète canadienne Shania Twain. Il a été proposé en téléchargement le 12 juin 2011.